# قطعنامه ۲۰۸۴ شورای امنیت
قطعنامهٔ ۲۰۸۴ شورای امنیت سازمان ملل متحد سندی بین‌المللی دربارهٔ وضعیت در خاورمیانه است. این قطعنامه طی نشست شورای امنیت سازمان ملل متحد در تاریخ ۱۹ دسامبر ۲۰۱۲ میلادی با ۱۵ رأی موافق، ۰ مخالف و ۰ ممتنع به تصویب رسید.